# Mensonges et Trahison (téléfilm)

Mensonges et trahison (Betrayed: A Story of Three Women) est un téléfilm américain de William A. Graham sorti en 1995.

## Synopsis
Une femme découvre que sa fille est la maitresse du mari de son amie.

## Fiche technique
- Titre original : Betrayed: A Story of Three Women
- Titre québécois : Histoires de femmes
- Réalisation : William A. Graham
- Scénario : James Duff
- Photographie : Robert Steadman
- Musique : Patrick Williams
- Pays :  États-Unis
- Durée : 100 minutes

## Distribution
- Meredith Baxter : Amanda Nelson
- Swoosie Kurtz : Joan Bixler
- John Terry : Rob Nelson
- John Livingston : Paul Nelson
- Breckin Meyer : Eric Nelson
- Clare Carey : Dana
- Bill Brochtrup : Patrick McGraw
- Janet Carroll : Patt
- Janet Graham : la secrétaire